# Rumburak
Rumburak je fiktivní postava z jednoho českého filmu a dvou televizních seriálů režiséra Václava Vorlíčka a scenáristy Miloše Macourka, kterou ve všech třech případech ztvárnil herec Jiří Lábus. Jedná se o pohádkovou bytost, zlého čaroděje druhé kategorie, který v televizních seriálech usiluje o získání princezny Arabely a ovládnutí fiktivní Říše pohádek.

## Audiovizuální díla
- Arabela (seriál) z roku 1979-1980[2]
- Rumburak z roku 1984[3]
- Arabela se vrací aneb Rumburak králem Říše pohádek z roku 1990 až 1993[4]

## Knihy
- Arabela a Rumburak[5]